# Benjamin August Struve
Benjamin August Struve (* 30. August 1721 in Prenzlau; † 19. Juli 1789) war ein deutscher Apotheker. Aufgrund seines Erwerbs und Verlegung der Görlitzer Apotheke wird sie noch heute auch Struve-Apotheke genannt. Struve trat auch durch Stiftungen in Erscheinung. Sein Unterricht bei dem berühmten Apotheker Andreas Sigismund Marggraf legte das Fundament für Struves zumindest zeitweise Leitung der Apotheken in Königsberg, Leipzig, Danzig, Weimar, Hannover und Görlitz.

## Leben
Benjamin August entstammte der Familie Struve. Er war der Sohn von Ernst Gotthold Struve und dessen Ehefrau Dorothea, geborene Berkelmann aus Altbrandenburg. Er ging in Halle zur Schule (im „Pädagogium zu Halle“) und wurde danach in Berlin von Andreas Sigismund Markgraf in Chemie und Pharmazie unterrichtet. Nach dieser Lehrzeit, in der er „große Fortschritte machte“ war er nach 1743 „Provisor“, also stellvertretender Apotheker in Königsberg, Leipzig, Danzig, Weimar und Hannover. Er ging dann mit seinem jüngsten Bruder Christian Adolph Struve, der sich in Bautzen niederließ, in die Oberlausitz. Benjamin August hingegen blieb in Görlitz. In den 1750er Jahren kaufte er sich von Breitenfeld die Ratsapotheke, die sich damals im Rathaus, Ecke Brüderstraße/Apothekergasse, befand. 1762 heiratete er Gottliebe Elisabeth Christiane Naumann. Sie war eine Tochter des ehemaligen königlich polnischen und kurfürstlich sächsischen Sekretärs und Zollkontrolleurs in Bautzen. Der Ehe entstammten eine Tochter, die aber nur wenige Stunden alt wurde, und ein Sohn Christian August Struve.
Am 30. Mai 1770 erwarb er sich das Haus am Untermarkt 24 und verlegte dahin am 29. Juli 1771 die 16 Jahre zuvor erworbene, im Rathaus gelegene Apotheke. Struves Witwe verkaufte die Apotheke am Untermarkt am 5. April 1791 für 7.000 Taler an Christian August Struve. Die Apotheke blieb seit 1755 118 Jahre im Besitz der Familie Struve.
Vor seinem Tod machte Benjamin August Struve eine ‚mündliche Disposizion‘, also eine Bestimmung, dass die Zinsen der von ihm gestifteten 1.000 Talern Witwen der Lehrer des Görlitzer Gymnasiums erhalten sollen. 200 Taler stiftete er der Peter-Paul-Kirche und 200 Taler dem Görlitzer Waisenhaus.